# José María Galán
José María Galán Rodríguez (San Fernando, 2 de febrero de 1904-La Habana, 8 de enero de 1978) fue un militar y carabinero español que luchó en la guerra civil española a favor de la República, desempeñando un gran número de mandos militares en el Ejército Popular de la República. Tras el final de la contienda se exilió en la Unión Soviética.

## Biografía

### Carrera militar
Nació el 2 de febrero de 1904 en la localidad gaditana San Fernando. José María procedía de una familia de militares. Perdió, a edad muy temprana, a su padre, suboficial de la Armada Española. Sus hermanos también siguieron la carrera militar: Fermín, el héroe republicano de la Sublevación de Jaca, y Francisco, oficial de la Guardia Civil.
Entre 1913 y 1920 realizó estudios en la Colegio de Huérfanos de la Guerra. En 1920 ingresó en la Academia de Infantería de Toledo, graduándose dos años después. José María entró en el Cuerpo de Carabineros y alcanzó en rango de teniente.

### Guerra Civil
Al estallar la guerra estaba destinado en el Cuarto Militar del Presidente de la República, en Madrid, con rango de teniente. Por aquella época ya se había hecho miembro del Partido Comunista de España (PCE). A finales de julio de 1936 manda una compañía de carabineros en Somosierra, apoyando a la «columna» que dirige su hermano Francisco. Pronto abandona el sector y se dirige a Madrid, siendo uno de los fundadores del Quinto Regimiento.
En octubre de 1936, con el rango de comandante, se encargó de la formación de la 3.ª Brigada Mixta, integrada por carabineros. Ante el rápido avance de las tropas rebeldes sobre Madrid, es enviado con su brigada al sector de Pozuelo, entablando combate con las fuerzas sublevadas el 7 de noviembre. La llegada de la 3.ª Brigada Mixta supuso un considerable refuerzo para los defensores. Durante todo el mes permanecerá en dicho sector, organizando continuos ataques sobre la Casa de Campo durante la lucha por Madrid, y alcanzando por ello gran popularidad. El 29 de noviembre se inicia la primera batalla de la carretera de La Coruña en donde las fuerzas de Galán resisten durante unos días a fuerzas superiores. Galán es herido levemente el 1 de diciembre, y es sustituido durante unos días por el capitán Emeterio Jarillo.
Una vez que se recuperó, Galán participa con su brigada en la detención de la ofensiva de Queipo de Llano sobre Lopera y Porcuna (diciembre de 1936), la llamada Campaña de la Aceituna. Por estas fechas, será ascendido a teniente coronel. El 23 de enero es nombrado jefe de la 10.ª División, que pasará luego a llamarse División «A» (abril de 1937), y por último 34.ª División (finales de abril), integrada en el V Cuerpo de Ejército. Con ella participa en la ofensiva sobre Segovia (31 de mayo- 3 de junio), que finalmente fracasa, y en Brunete (julio de 1937). El 11 de julio de 1937, en plena ofensiva sobre Brunete, y debido a la pobre actuación de la unidad, Galán es sustituido por el comandante Joaquín Zulueta, pasando a mandar la 7.ª División, en la Ciudad Universitaria.
El 4 de agosto pasó a mandar la 40.ª División, en el frente de Teruel, y el 16 de noviembre el XXIII Cuerpo de Ejército, en el frente costero de Andalucía. Durante su jefatura en el XXIII C.E. se llevó a cabo el golpe de mano en el fuerte de Carchuna (mayo de 1938), que supuso la liberación de numerosos presos republicanos que se encontraban detenidos. Fue sustituido por el teniente coronel Bernal el 11 de diciembre de 1938 por los sucesos del campo de trabajo de Turón, de cuya guarnición era responsable.

### Exilio y vida posterior
A finales de marzo de 1939, con el derrumbe de la Segunda República, Galán huye desde el puerto de Almería a bordo del guardacostas V-31 junto a otros 93 exiliados. El buque llegaría hasta la ciudad argelina de Orán. Para entonces su hermano Francisco se encontraba retenido por los franceses en Túnez, junto a los marineros y el grueso de la Marina de guerra republicana, a donde habían llegado unas semanas antes tras la sublevación de Cartagena.
Tras la victoria de Franco en la Guerra civil, la dirección del PCE acordó enviar a la Unión Soviética a un grupo de 34 militares comunistas para que se formaran en las escuelas militares soviéticas. José María Galán se trasladará a la Unión Soviética, donde quedó adscrito a la academia militar Voroshílov junto a otros militares republicanos famosos como Francisco Ciutat o Manuel Márquez Sánchez de Movellán. En la URSS trabajaría para la editorial de lenguas extranjeras.
Algún tiempo después se trasladó a Cuba, donde al parecer será instructor de las milicias revolucionarias de Fidel Castro, junto a otros antiguos militares republicanos como Francisco Ciutat o Pedro Prado. Durante su etapa cubana empleó el pseudónimo de «José González». Falleció en La Habana el 8 de enero de 1978.